# Верховцевская городская община
Верховцевская городская община (укр. Верхівцівська міська громада) — территориальная община в Украине, в Каменском районе Днепропетровской области. Административный центр — город Верховцево.
Площадь — 153,3 км², Население — 12 503 чел. (2020 р.)
Образована в 2020 году, в соответствии с распоряжением Кабинета Министров Украины № 709-р от 12 июня 2020 года «Об определении административных центров и утверждении территорий территориальных общин Днепропетровской области», путем объединения территорий и населенных пунктов Верховцовского городского и Малоалександровского сельского совета Верхнеднепровского района Днепропетровской области.

## Населённые пункты
В общину входят г. Верховцево, а также сёла Адалимовка, Граново, Дубовое, Калиновка, Малоолександровка, Петровка, Полевское, Саксагань, Широкое, и посёлок Соколовка.

## Предприятия и организации
Подразделение Приднепровско ЖД:
Верховцевская дистанция пути № 10, Верховцевское вагонное депо № 13, Верховцевская дистанция энергоснабжения № 3, Днепропетровский центр механизации путевых работ и ремонта путевой техники, Верховцевский рейсосварочный поезд № 39, Верховцевская дистанция электроснабжения, участок Днепропетровской дистанции сигнализации и связи, Информационно-вычислительный центр, Оборотное депо, Вагонное депо «Каменское», участок строительно-монтажного управления № 5, участок Днепропетровской дистанции защитных лесонасаждений, команда № 4 военизированной охраны.
Верховцевский элеватор, Верховцевская маслобойня.
Верховцевский ЖКХ, Карьеры по добыче комплексных титановых руд (ильменит, циркон) открытым способом.

## Социальная сфера
На территории Верховцевской территориальной общины, находятся:
Отделения банков (Ощадбанк, ПриватБанк).
Из установ образования:
1 Школа, 2 детских сада, Лицей № 1, Лицей № 2, Гимназия, центр развития Лингвист.
ФАП, городская поликлиника и также Железнодорожная больница.
Отделение Новой почты № 1 также отделение Укрпочты.
Стадион локомотив, детские игровые площадки, дом культуры, дом детей и юношества.